# Leopold V av Österrike
Leopold V av släkten Babenberg, född 1157, död 31 december 1194 i Graz, var hertig av Österrike 1177–1194 och av Steiermark 1192–1194. Han tillfångatog Rikard Lejonhjärta under dennes färd hem från korstågen. Leopold lämnade över Lejonhjärta till kejsar Henrik VI.